# إراكلي غاريباشفيلي
إراكلي غاريباشفيلي (بالجورجية: ირაკლი ღარიბაშვილი) تمت ترجمته أيضًا غاريباشفيلي ؛ ولد في 28 يونيو 1982) وكان رئيس وزراء جورجيا من 20 نوفمبر 2013 حتى استقالته في 29 ديسمبر 2015 ، وهو مسؤول تنفيذي سابق في مجال الأعمال. دخل غاريباشفيلي السياسة مع شريكه لفترة طويلة، رجل الأعمال بيدزينا إفانيشفيلي ، في أكتوبر 2012. شغل منصب وزير الشؤون الداخلية في مجلس الوزراء من بيدزينا إفانشفيلي من 2012 إلى 2013. إفانشفيلي يدعى غاريباشفيلي خلفا له كرئيس للوزراء عندما صعد طوعا في نوفمبر 2013. عندما كان يبلغ من العمر 31 عاما في صعوده، كان أصغر شخص يتولى رئاسة مكتب رئيس الوزراء. خلال فترة ولايته، كان ثاني أصغر زعيم دولة في العالم، بعد كم جونغ أون.